# حرب محدودة

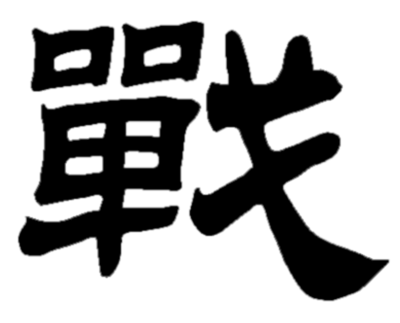
حرف هانزي يعني "معركة" أو "حرب"

الحرب المحدودة هي صراع مسلح تستخدم فيه الأطراف المتحاربة أجزاء من قواتها المسلحة وشعوبها ومواردها المادية، ومصطلح الحرب المحدودة مناقض للحرب الشاملة التي يستخدم فيها جميع موارد الدولة لتسخر في لصالح المجهود الحربي. تتميز الحرب المحدودة بأن المتحاربين يحددون عمداً أهدافهم السياسية والعسكرية من الحرب وحجم وطبيعة القوات والوسائل التي تشترك في الصراع ومناطق القتال، وكذا الأغراض المطلوب تدميرها أو الاستيلاء عليها، ولذلك يختلف مجال ومدة الحروب المحدودة اختلافاً كبيراً طبقاً للقيود التي تفرضها الأطراف المتحاربة.